# 周長華
周長華（？—？），京劇琴師、作曲家、樂器工藝家，程硯秋中期的琴師。
他與程硯秋、白登雲在1930年代密切合作，后因中日戰爭爆發中止。
1949年移民台灣。